# Heinkel He P.1078
Heinkel He P.1078 – niezrealizowany projekt myśliwca odrzutowego. Projekt powstał w 1944 roku. Maszyna ta miała być konkurentem dla Me 262.

## Historia
W 1944 rozpoczęły się prace nad myśliwcem, który mógłby ponownie dać III Rzeszy przewagę w powietrzu. W firmie Heinkel powstał projekt myśliwca – Heinkel He P.1078a. Prace posuwały się powoli i jeszcze w 1945 roku prototyp nie był gotowy. Kiedy jednak zaczął nabierać kształtów, halę produkcyjną zajęły wojska alianckie. He P.1078A był podobny do He 162. Powstał jednak projekt kolejnej wersji myśliwca znanego pod nazwą Heinkel He P.1078B. Firma Heinkel postanowiła skupić prace nad drugą wersją myśliwca. Heinkel He P.1078B miał podobne elementy skrzydeł co Heinkel He P.1078A. Samolot został zaprezentowany przed dowództwem Luftwaffe, lecz nie wykazało ono zainteresowania jeszcze przed rozpoczęciem pokazów. Firma załamana niepowodzeniem postanowiła kontynuować prace. Ostatecznym wynikiem prac był Heinkel He P.1078C. Jako jeden z niewielu myśliwców firmy Heinkel miał silnik odrzutowy wyprodukowany przez Heinkel-Hirth, która była częścią firmy Heinkel zajmującą się produkcją silników. Uznano, że skrzydła powinny być w układzie spłaszczonego M, których część idąca do dołu zastępuje ster kierunku, którego samolot był pozbawiony. W czasie projektowania samolotu dokonano bardzo wielu poprawek w konstrukcji. Mimo tego, kiedy projekt przedstawiono przed inżynierami i dowództwem Luftwaffe, inżynierowie mieli obawy dotyczące zbiorników paliwa, konstrukcji kadłuba i skrzydeł. W związku z tym postanowiono skupić się na samolotach Focke-Wulf Ta 183 i Messerschmitt P.1110.

## Heinkel He P.1078A
Heinkel He P.1078a był jednosilnikowym górnopłatem uzbrojonym w dwa działka kalibru 30 mm. Był małym myśliwcem, dzięki czemu trudno było go zestrzelić. Dawał także możliwość celnego strzału. Nie został jednak użyty bojowo. Samolot miał chowane trójkołowe podwozie i skośne skrzydła o układzie spłaszczonego M.

## Heinkel He P. 1078B

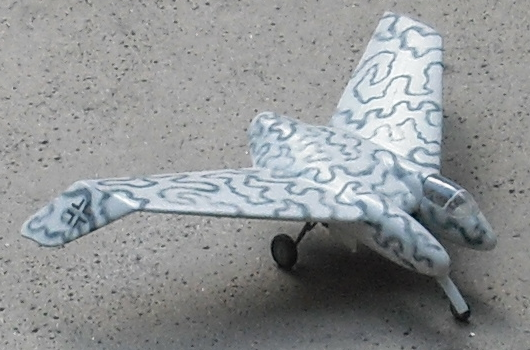
Heinkel He P. 1078B

Heinkel He P. 1078b był myśliwcem o konfiguracji bezogonowej. Miał konfigurację latającego skrzydła. Miał również dwie części kadłuba pomiędzy którymi znajdował się wlot powietrza do silnika. Myśliwiec miał skośne skrzydła w układzie spłaszczonego M. Skrzydła miały skos 40°.

## Heinkel He P.1078C
Heinkel He P.1078 był projektem myśliwca posiadającego układ bezogonowy. Myśliwiec miał dość nietypową konstrukcję. Powstał jako konkurencja dla Me 262. Projekt zarzucono z powodu obawy o niezabezpieczone zbiorniki paliwa oraz bardzo krótki kadłub, który źle znosił duże prędkości. Myśliwiec miał kadłub o konstrukcji metalowej i skrzydła o konstrukcji drewnianej. Pilot siedział w fotelu katapultowym. Skrzydła były w układzie spłaszczonego M.